# Cumulo (nube)
Il cumulo (in latino cumulus, abbreviazione Cu) è una nube a piccolo o medio sviluppo verticale, che si presenta come una piccola torre o cavolfiore; ha una base e una sommità piatta o leggermente convessa (a seconda della specie), posta alla stessa altitudine dei cumuli presenti nelle sue vicinanze.

## Caratteristiche
I cumuli si formano a causa delle correnti ascensionali di tipo convettivo, orografico o frontale. Se nelle ore più calde del giorno si mantengono di modeste dimensioni, l'instabilità dell'aria sarà minima e non causeranno precipitazioni (cumulus humilis, chiamati anche "cumuli del bel tempo"). Se, invece, l'aria è più instabile aumenterà lo sviluppo verticale, giungendo allo stadio di cumulus mediocris ed eventualmente, in seguito, allo stadio di cumulus congestus; questi ultimi possono evolvere in cumulonembi e talvolta generare modeste precipitazioni ma non fulminazioni.
In caso di correnti ascensionali molto intense (20-25 m/s), alla sommità del cumulus congestus può formarsi una nube accessoria sottile e a forma di "cappuccio", denominata pileus. Possono indicare la formazioni di temporali intensi soprattutto se si sviluppano su cumulonembi già formati.

## Specie
- Cumulus fractus (Cu fra)
- Cumulus castellanus (Cu cas)
- Cumulus congestus (Cu con)
- Cumulus humilis (Cu hum)
- Cumulus mediocris (Cu med)

## Varietà
I cumuli possono presentarsi in una sola varietà, denominata radiatus (abbreviazione ra).

## Galleria d'immagini

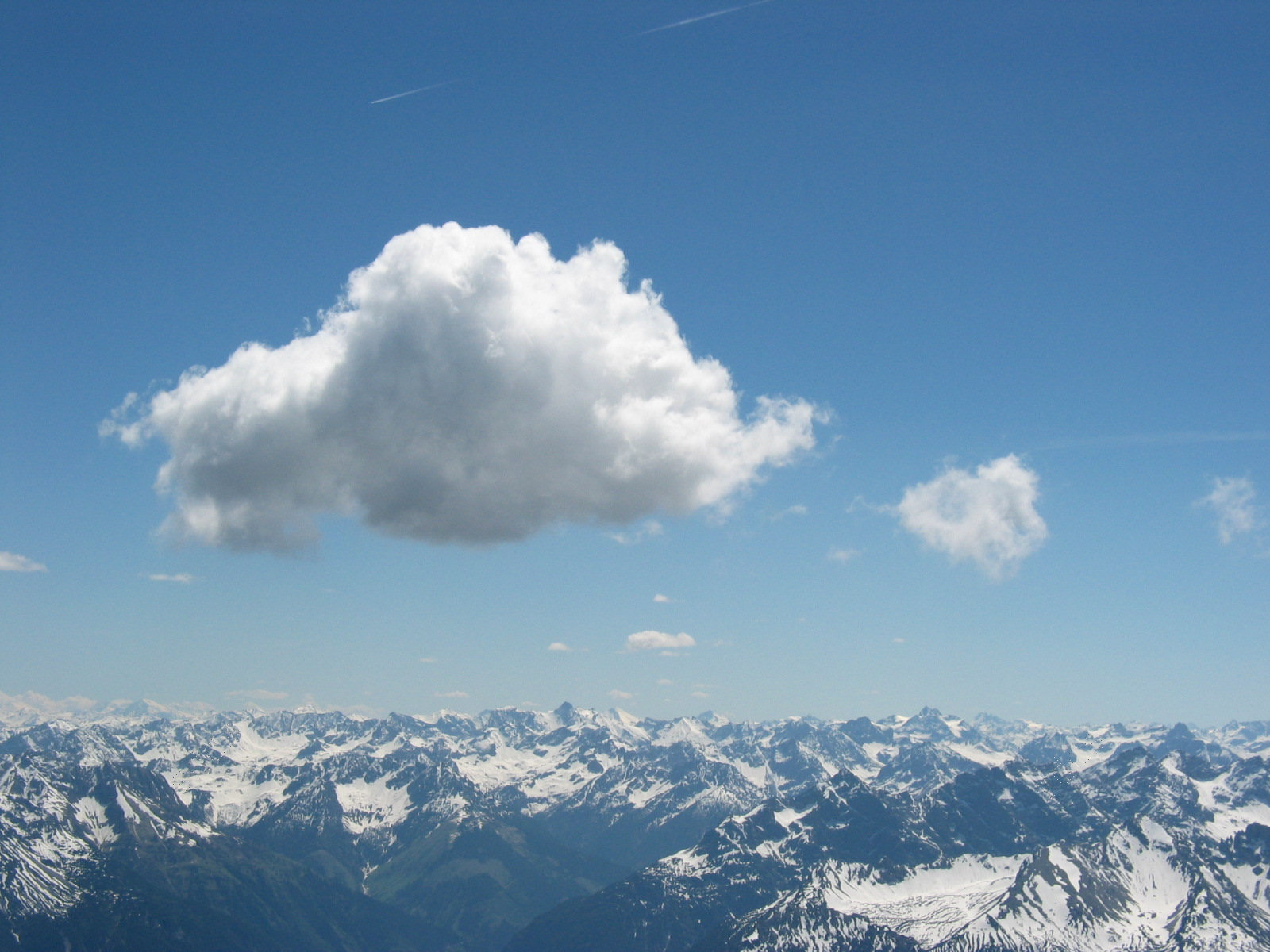
Cumulus humilis
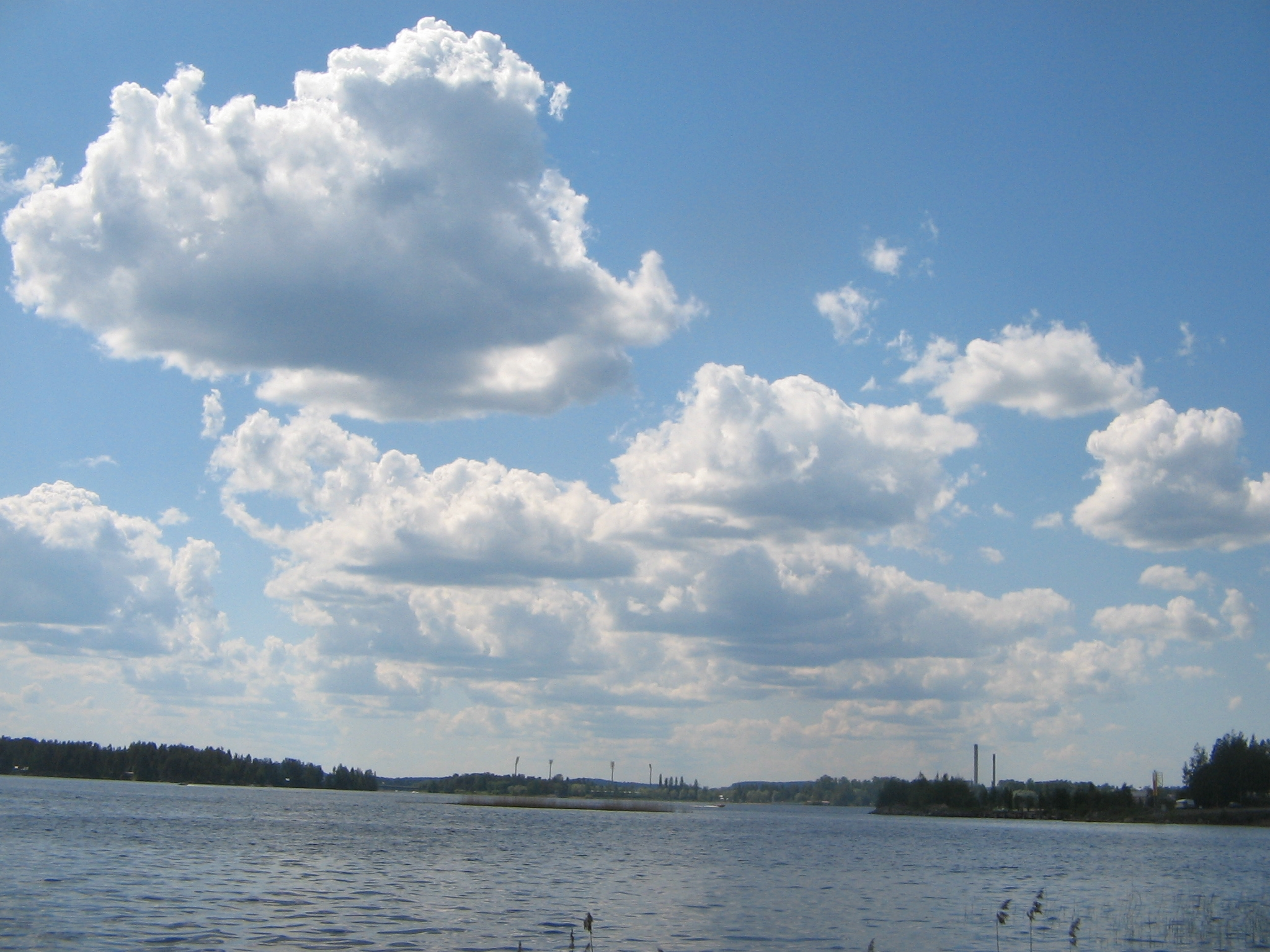
Cumulus mediocris
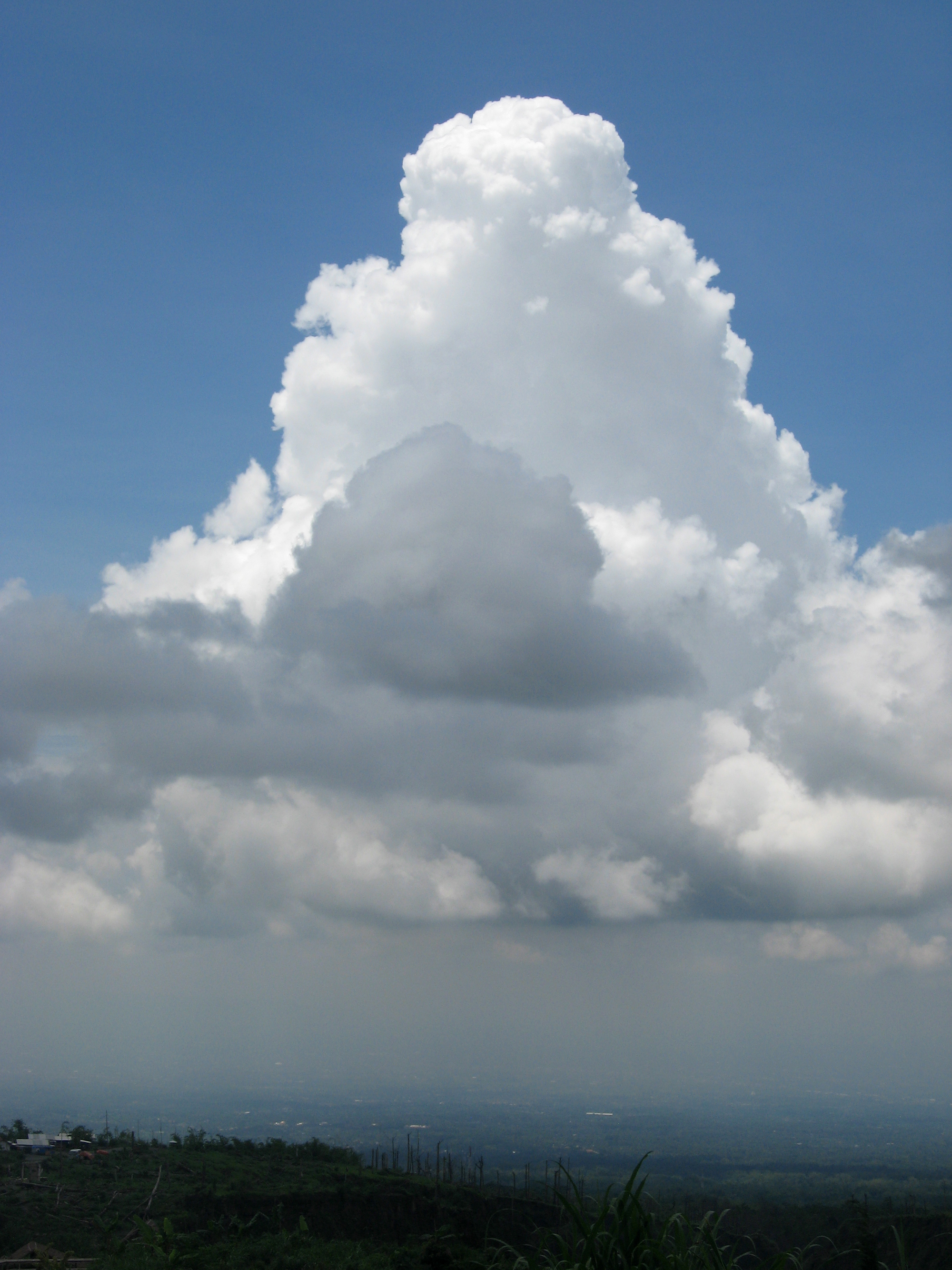
Cumulus congestus
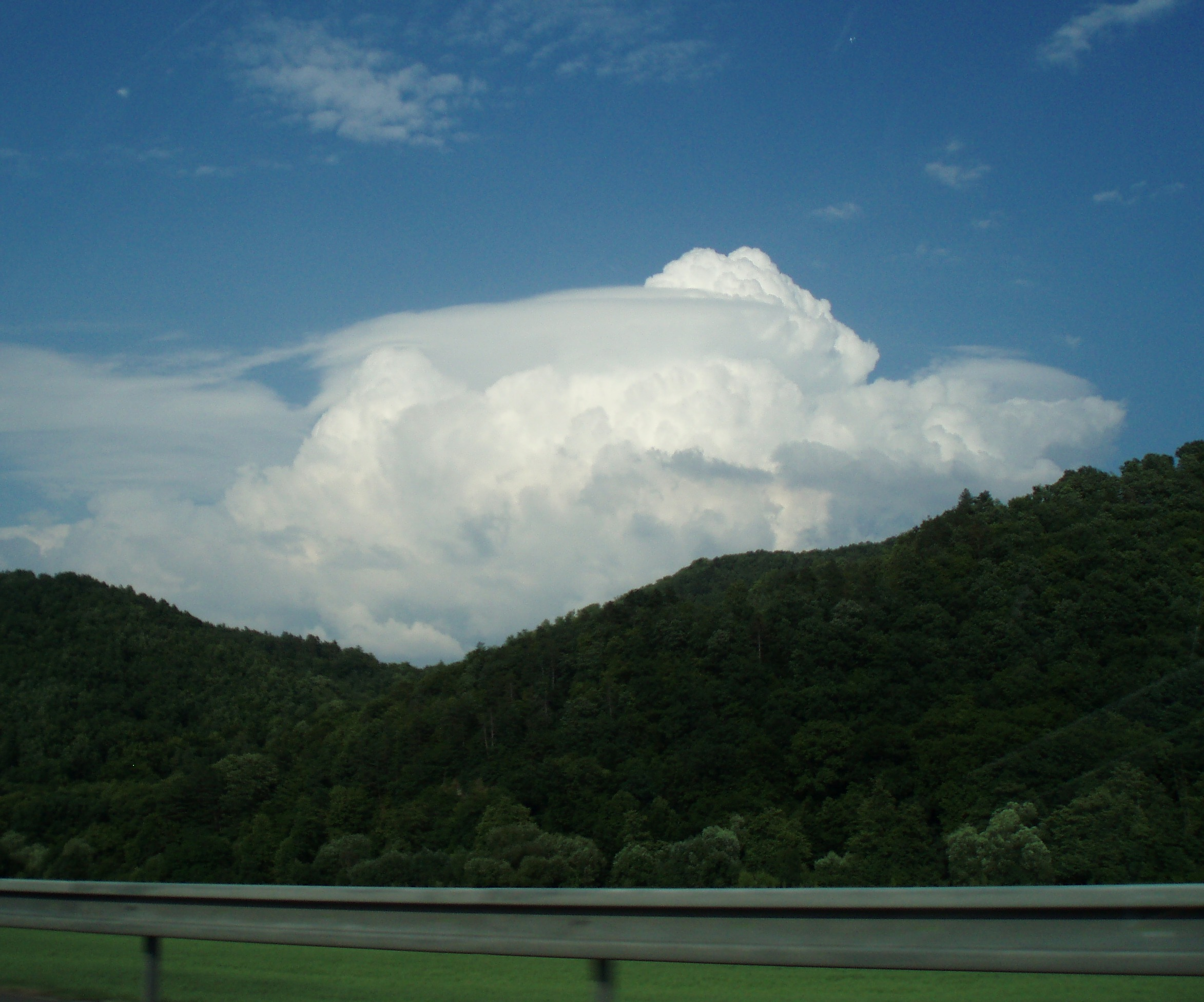
Cumulus congestus pileus